# Постольников Іван Полікарпович
Іван Полікарпович Постольников (20 січня 1949, місто Острогозьк Воронезької області, тепер Російська Федерація) — радянський діяч, механізатор радгоспу «Тиха сосна» Острогозького району Воронезької області. Член ЦК КПРС у 1990—1991 роках.

## Життєпис
У 1968 році закінчив Лисичанське гірниче професійно-технічне училище № 2 Луганської області.
У 1968—1978 роках — електрик радгоспу «Победа» Острогозького району Воронезької області.
Член КПРС з 1970 року.
У 1968—1978 роках — електрик механічної майстерні радгоспу «Тиха сосна» Острогозького району Воронезької області.
З 1979 року — механізатор радгоспу «Тиха сосна» Острогозького району Воронезької області.
Подальша доля невідома.